# Auvergnats
Pour les articles homonymes, voir Auvergnat (homonymie).
Les Auvergnats sont les habitants et une population originaire d'Auvergne, formant l'une des plus anciennes et plus fortes unités régionales de France, et caractérisée par une culture propre. L'Auvergne, étendue sur les montagnes du Massif central, est à l'origine le territoire du peuple celte des Arvernes, qui donnera son nom à l'Auvergne et aux Auvergnats.
On trouve des auvergnats principalement en Auvergne mais aussi dans certaines parties du reste du Massif central et où l'on se définit en tant qu'Auvergnat, c'est par exemple le cas du nord de l'Aveyron et la Lozère, culturellement très proches.

## Origines: les Arvernes

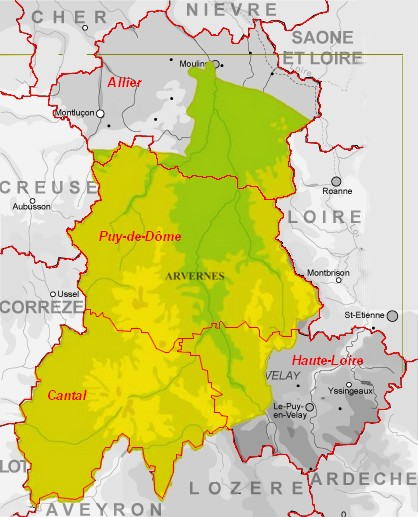
Carte de la Cité des Arvernes.

- Les Arvernes[6], un peuple celte installé dès la haute Antiquité sur le territoire de l'actuelle Auvergne a donné le nom à cette région et à ses habitants. Ces derniers étaient un des peuples gaulois les plus puissants : au cours du IIe siècle av. J.-C. ils instaurent leur hégémonie sur la Gaule et possèdent des peuples clients, vassaux tel que les Vellaves, les Gabales, les Rutènes etc. et des alliés tels que les Carnutes, les Lémovices et tous sont regroupés au sein de la confédération arverne.
- Chaîne évolutive du nom Auvergne : Arvernia, Alvernia, Alvernha, Auvernha, Auvergne[Note 2].

## Costumes traditionnels

Exemples
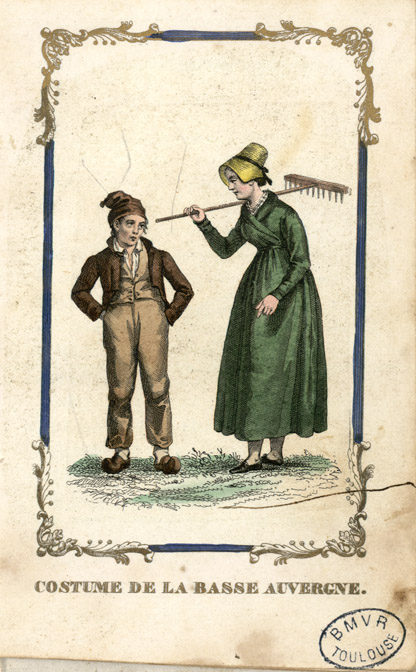
Costume de la Basse-Auvergne (XIXe siècle).
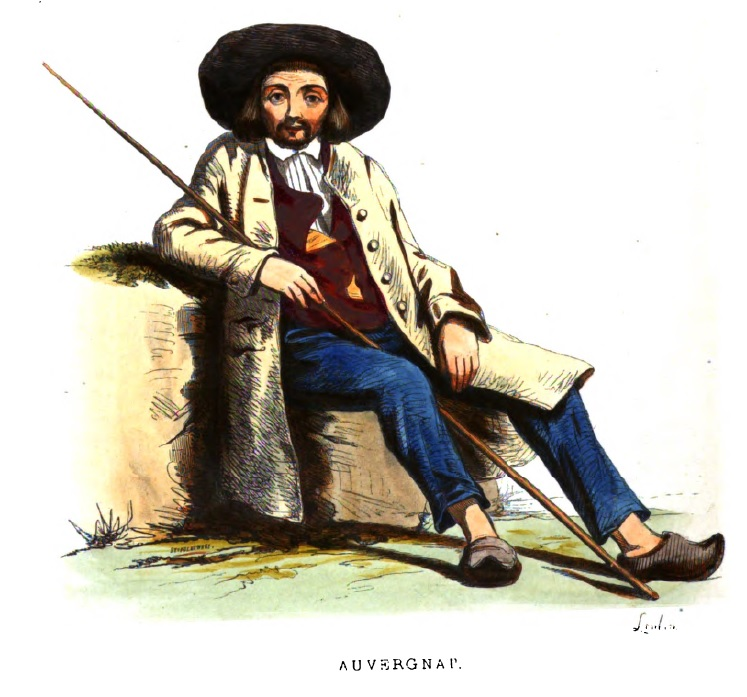
Costume masculin (1841).
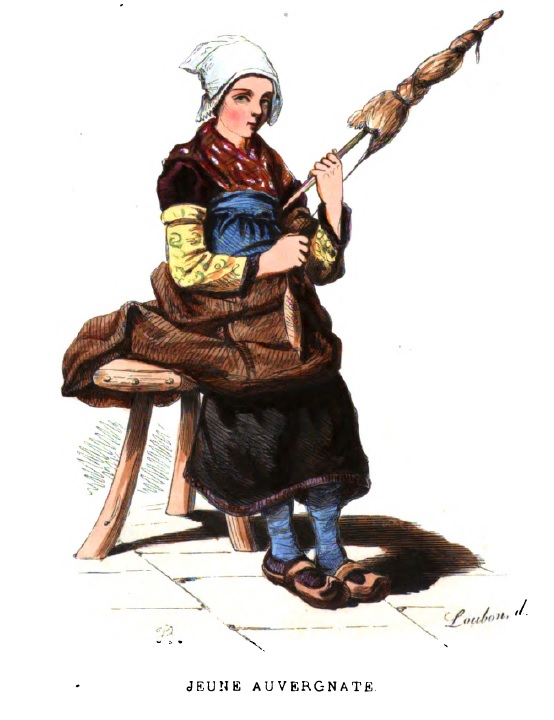
Costume d'une jeune Auvergnate (1841).
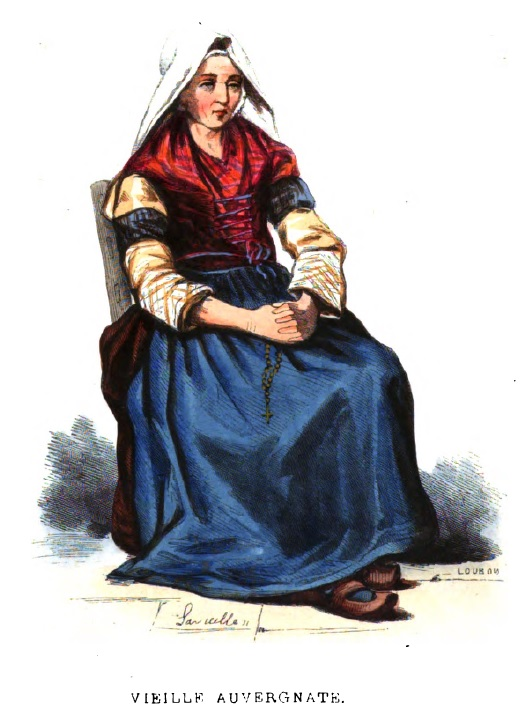
Costume d'une vieille Auvergnate (1841).
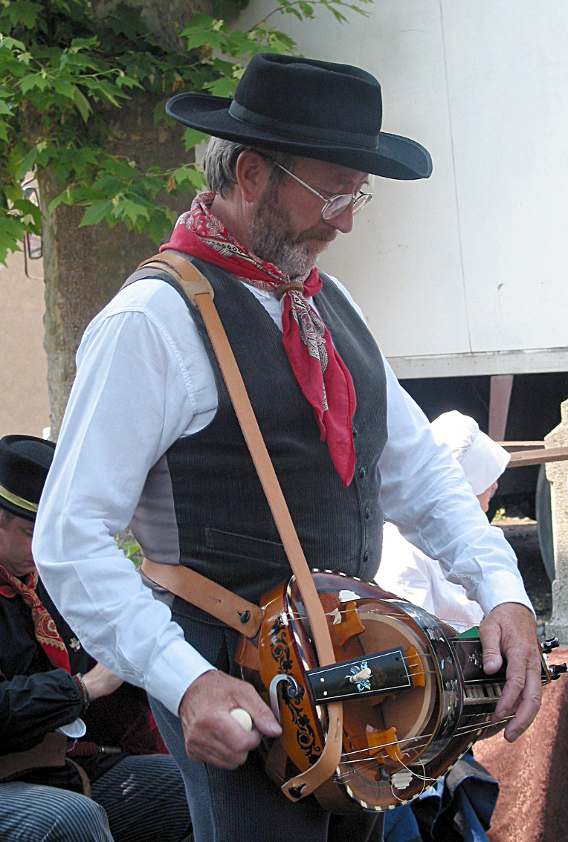